# A Million Little Things
A Million Little Things ist eine US-amerikanische Fernsehserie des Senders ABC. Inhaltlich befasst sich die Serie mit Verlusterfahrungen durch den tragischen Tod eines lieben Menschen und Intrigen und Geheimnisse innerhalb eines Freundeskreises.
Die erste Staffel der Serie umfasst 17 Episoden. Am 5. Januar 2021 feiert die zweite Staffel der Serie ihre Deutschlandpremiere auf FOX Channel. Am 21. Mai 2020 wurde die Serie um eine dritte Staffel verlängert, welche ab dem 19. November 2020 lief. Am 14. Mai 2021 wurde die Serie um eine vierte Staffel verlängert, im Mai 2022 um eine fünfte Staffel. Alle Folgen sind im Anschluss an die lineare Ausstrahlung auch über Sky Go, Sky On Demand, Sky Ticket, MagentaTV sowie Vodafone Select und GigaTV on Demand verfügbar. Im Mai 2023 lief die letzte Folge.

## Handlung
Vier Männer treffen sich zufällig in einem steckengebliebenen Fahrstuhl. Die positive Einstellung von Jonathan Dixon und die gemeinsame Liebe zu einem Eishockeyteam, lässt aus dieser unverhofften Begegnung eine jahrelange Freundschaft entstehen, die das Leben aller maßgeblich beeinflusst.
Erschüttert wird diese, durch die Nachricht von Jonathans Selbstmord. Doch Jonathan hat über seinen Tod hinaus versucht, das Leben seiner Freunde und deren Familien positiv zu beeinflussen. Erschwert wird das durch persönliche Probleme. So war Rome selbst gerade dabei, Selbstmord zu begehen, als er die Nachricht erhielt. Gary, der nach seiner Brustkrebserkrankung viele flüchtige sexuelle Bekanntschaften in Selbsthilfegruppen unterhält, lernt dort unerwartet Maggie kennen, die sich sofort gut in die Gruppe integriert und seine kritische Haltung zu intimen Beziehungen aufzuweichen droht. Eddie hatte, unglücklich in seiner Ehe zu Katherine, eine Affäre mit Jonathans Ehefrau Delilah angefangen. Diese wollte mit Romes Ehefrau gemeinsam ein Restaurant eröffnen. Auch Jonathans langjährige persönliche Assistentin verbirgt einige Geheimnisse.
Einige Monate nach Jonathan Selbstmord wird klar, dass Delilah schwanger ist – allerdings von Eddie. Als die Wahrheit ans Licht kommt, sorgt dies für Turbulenzen im Freundeskreis, und ihre älteren Kinder sind erschüttert. Um Nachwuchs geht es auch bei Rome und Regina. Das Ehepaar strebt überraschend eine Adoption an. Und PJ möchte die Identität seines leiblichen Vaters herausfinden. Immer wieder holt die Vergangenheit die Freunde und ihre Familien ein.

## Besetzung
| Rolle          | Schauspieler      |
| -------------- | ----------------- |
| Eddie Saville  | David Giuntoli    |
| Rome Howard    | Romany Malco      |
| Maggie Bloom   | Allison Miller    |
| Regina Howard  | Christina Moses   |
| Ashley Marales | Christina Ochoa   |
| Katherine Kim  | Grace Park        |
| Gary Mendez    | James Roday       |
| Delilah Dixon  | Stephanie Szostak |
| Theo Saville   | Tristan Byon      |
| Sophie Dixon   | Lizzy Greene      |

## Kritiken
„A Million Little Things war 2018 ein Stück weit die Antwort von ABC auf den durchschlagenden Erfolg, den NBC mit This Is Us zuvor eingefahren hatte. In ähnlich erfolgreiche Regionen drang die ebenfalls stark emotionale Serie, in der ein erfolgreicher Geschäftsmann überraschend Selbstmord begeht und seinen Freundeskreis dazu zwingt, das eigene Leben zu überdenken, zwar nie vor, inzwischen hat sie sich aber recht gut etabliert.“